# استیو پطروسیان
استیو وین پطروسیان (انگلیسی: Steve Wayne Bedrosian با نام مستعار «بدراک»؛ زادهٔ ۶ دسامبر ۱۹۵۷) بازیکن بازنشسته بیس‌بال ارمنی‌تبار اهل ایالات متحده آمریکا است. پتروسیان بین سال‌های ۱۹۸۱ تا ۱۹۹۵ در لیگ برتر بیس‌بال آمریکا در تیم‌های آتلانتا بریوز، فیلادلفیا فیلیس، سان فرانسیسکو جاینتس، و مینه‌سوتا توینز بازی کرده‌است. وی در سال ۱۹۸۷ برنده جایزه Cy Young لیگ ملی شد.